# 34130 Isabellaivy
34130 Isabellaivy è un asteroide della fascia principale. Scoperto nel 2000, presenta un'orbita caratterizzata da un semiasse maggiore pari a 2,3234286 au e da un'eccentricità di 0,1087886, inclinata di 6,17158° rispetto all'eclittica.